# 415-я стрелковая дивизия
415-я стрелковая Мозырьская Краснознамённая ордена Суворова дивизия (415 сд) — воинское соединение Вооружённых Сил СССР, принимавшее участие в Великой Отечественной войне. 
Боевые периоды — с 9 ноября 1941 по 15 августа 1943 года, с 7 сентября 1943 по 30 июля 1944 года, с 13 сентября по 20 декабря 1944 и с 25 декабря по 1944 по 9 мая 1945 года.

## История

### 1941
415 сд начала формироваться в сентябре 1941 года, согласно приказу войскам 25-й армии № 0059 от 6 сентября того же года. Формирование проходило в районе станции Раздольное Уссурийской железной дороги. Командный, начальствующий и политический состав был назначен из числа кадров 25-й и 1-й армий и частично из запаса. Рядовой состав укомплектовывался строителями Комсомольска-на-Амуре, угольщиками Сучана, жителями Приморья и Приамурья.
21 сентября весь личный состав дивизии был приведён к присяге. Через месяц, 21 октября, 415 сд получила приказ об отправке на фронт, куда она проследовала по маршруту Раздольное — Хабаровск — Новосибирск — Кимель — Куйбышев — Барыбино. 7 ноября в Куйбышеве дивизия приняла участие в параде. После прибытия к месту назначения и выгрузки она проследовала маршем до Калугино (Серпуховский район Московской области), где сосредоточилась для отражение немцев, наступавших в направлении Серпухова.
Боевой крещение состоялось в ночь на 13 ноября 1941 года, когда 1321 сп возле д. Романовка вступил в бой с наступающими частями немецкой 263-й пехотной дивизии, не дав ей перерезать шоссе Москва-Серпухов. 14 ноября 415 сд имела задачу овладеть рубежом Барсуки — Комарово — Покров. Ей удалось отбросить противника и занять несколько населённых пунктов, однако немцы предприняли контратаку и вновь оттеснили её к разъезду Буриново, где она заняла оборону.
В период с 25 ноября по 25 декабря 1941 года дивизия оборонялась на рубеже Буриново — Станки. С началом контрнаступления под Москвой дивизия, взломав оборону немцев, начала наступать в направлении Малоярославца. 31 декабря она была переподчинена 43-й армии и, сменив направление, двинулась с боями к г. Медынь.

### 1942
23 января 1942 года 415 сд, перегруппировавшись, начала наступление в направлении Макарово — Большое Фатьяново, имея задачей захватить ст. Мятлево, которой она успешно овладела 30 января, после чего вышла на рубеж Воронки — Юдинка. Здесь перед ней была поставлена новая задача, и она, свернув с Варшавского шоссе, с боями двинулась в направлении Мочалки — Калиновка — Семёновское — Ухово — Белицы — Агарыши, сосредоточившись затем в районе Крапивка — Телелюи — Новая Деревня — Агарыши. Под д. Крапивка она столкнулась с сильным узлом сопротивления противника и понесла значительные потери.
В апреле 1942 года в ходе Ржевско-Вяземской операции 33-я армия оказалась в окружении. Для облегчения её положения 415 сд выдвинулась по направлению Захарово — Берёзки — Шеломцы навстречу прорывающейся армии, но на рубеже Берёзки — Шеломцы столкнулась с сильным сопротивлением. В результате дивизия несколько недель вела бои в этом районе.
24 марта после пятидневного отдыха 415 сд вновь вступила в бой, продвигаясь вперёд в районе Борисенки — Аксиньино — Большое Устье.
Летом дивизия приняла участие в Погорело-Городищенской операции (4 — 23 августа 1942). Она располагалась во втором эшелоне и после начала операции вслед за 354 сд начала продвигаться к р. Гжать в направлении Голяево. 6 августа, развернувшись из-за левого фланга 354 сд, она овладела Королёво. К исходу 7 августа дивизия вместе с 11-й танковой бригадой вышла на рубеж Ельня — Пушкино. К концу 20 августа она, наступая на Карманово, вышла к Рощино, а к исходу 23 августа находилась на рубеже Субботино — Пилепы — Чуйково.

### 1943
28 июля 1943 года в результате успешного проведения Орловской операции 415 сд вместе с другими частями 61-й армии удалось освободить город Болхов.
Осенью этого же года дивизия участвовала в Наровлянской операции, в ходе которой 28 ноября форсировала р. Припять и, подойдя с юга к Наровле, вскоре освободила её.

### 1944
В январе 1944 года дивизия принимала участие в Калинковичско-Мозырской операции (8-30 января 1944). 11 января она овладела г. Ельском и вдоль южного берега Припяти продолжила наступление на Мозырь, который она вместе с другими частями 61-й армии освободила 14 января. За успешное проведение операции по освобождению Мозыря дивизии было присвоено почётное наименование «Мозырская».
Летом в ходе Люблин-Брестской операции 415 сд участвовала в освобождении Бреста, который был очищен от врага 28 июля.

### 1945
В начале года дивизия была задействована в проведении Варшавско-Познанской операции (14 января — 3 февраля 1945), в ходе которой она 18 января вместе с другими частями Красной армии освободила г. Сохачев. В конце февраля ей вместе с 212 сд удалось захватить плацдарм на р. Ине. В ходе февральских боёв она потеряла 2353 человека (443 убитыми, 1805 ранеными, 105 по другим причинам).
61-я армия 20 апреля форсировала Альте-Одер, после чего 9-й гвардейский корпус силами 415 сд захватил узел шоссейных и железных дорог Бад-Фраенвальде.
На заключительном этапе войны 415 сд входила в состав сил, проводивших операцию по овладению Берлином. Действовала к северу от немецкой столицы. Окончание войны встретила на р. Эльбе в районе Хавельберга.
В 1945 году дивизия была расформирована.
В годы существования 415 сд в ней выпускалась дивизионная газета «В боях за Родину».

## Состав
- 1321-й стрелковый полк
- 1323-й стрелковый полк
- 1326-й стрелковый полк
- 686-й артиллерийский полк
- 292-й отдельный истребительно-противотанковый дивизион
- 311-я зенитная артиллерийская батарея (до 30.06.1943)
- 208-я отдельная разведывательная рота
- 687-й отдельный сапёрный батальон
- 611-й отдельный батальон связи (772-я отдельная рота связи)
- 346-й медико-санитарный батальон
- 348-я (211-я) отдельная рота химической защиты
- 329-я (4-я) автотранспортная рота
- 529-я (336-я) полевая хлебопекарня
- 172-й дивизионный ветеринарный лазарет
- 38-я (15315-я, 15262-я) полевая почтовая станция
- 3-я полевая касса Госбанка

## Подчинение
| На дату    | Фронт (округ)           | Армия      | Корпус                            |
| ---------- | ----------------------- | ---------- | --------------------------------- |
| 01.10.1941 | Дальневосточный фронт   | 25-я армия | -                                 |
| 01.11.1941 | Резерв Ставки ВГК       | -          | -                                 |
| 01.12.1941 | Западный фронт          | 49-я армия | -                                 |
| 01.01.1942 | Западный фронт          | 43-я армия | -                                 |
| 01.02.1942 | Западный фронт          | 43-я армия | -                                 |
| 01.03.1942 | Западный фронт          | 43-я армия | -                                 |
| 01.04.1942 | Западный фронт          | 43-я армия | -                                 |
| 01.05.1942 | Западный фронт          | 43-я армия | -                                 |
| 01.06.1942 | Западный фронт          | 43-я армия | -                                 |
| 01.07.1942 | Западный фронт          | 43-я армия | -                                 |
| 01.08.1942 | Западный фронт          | 20-я армия | -                                 |
| 01.09.1942 | Западный фронт          | 20-я армия | -                                 |
| 01.10.1942 | Западный фронт          | 20-я армия | -                                 |
| 01.11.1942 | Западный фронт          | 20-я армия | -                                 |
| 01.12.1942 | Западный фронт          | 29-я армия | -                                 |
| 01.01.1943 | Западный фронт          | 20-я армия | -                                 |
| 01.02.1943 | Западный фронт          | 20-я армия | -                                 |
| 01.03.1943 | Западный фронт          | 20-я армия | -                                 |
| 01.04.1943 | Брянский фронт          | 61-я армия | -                                 |
| 01.05.1943 | Брянский фронт          | 61-я армия | -                                 |
| 01.06.1943 | Брянский фронт          | 61-я армия | -                                 |
| 01.07.1943 | Брянский фронт          | 61-я армия | -                                 |
| 01.08.1943 | Брянский фронт          | 61-я армия | 46-й стрелковый корпус            |
| 01.09.1943 | Резерв Ставки ВГК       | 61-я армия | 89-й стрелковый корпус            |
| 01.10.1943 | Центральный фронт       | 61-я армия | 89-й стрелковый корпус            |
| 01.11.1943 | 1-й Украинский фронт    | 13-я армия | 28-й стрелковый корпус            |
| 01.12.1943 | 1-й Украинский фронт    | 13-я армия | 28-й стрелковый корпус            |
| 01.01.1944 | 1-й Украинский фронт    | 13-я армия | 28-й стрелковый корпус            |
| 01.02.1944 | Белорусский фронт       | 61-я армия | -                                 |
| 01.03.1944 | 2-й Белорусский фронт   | 61-я армия | 89-й стрелковый корпус            |
| 01.04.1944 | 2-й Белорусский фронт   | 61-я армия | 9-й гвардейский стрелковый корпус |
| 01.05.1944 | 1-й Белорусский фронт   | 61-я армия | -                                 |
| 01.06.1944 | 1-й Белорусский фронт   | 61-я армия | -                                 |
| 01.07.1944 | 1-й Белорусский фронт   | 61-я армия | -                                 |
| 01.08.1944 | Резерв Ставки ВГК       | 61-я армия | 9-й гвардейский стрелковый корпус |
| 01.09.1944 | Резерв Ставки ВГК       | 61-я армия | 9-й гвардейский стрелковый корпус |
| 01.10.1944 | 3-й Прибалтийский фронт | 61-я армия | 9-й гвардейский стрелковый корпус |
| 01.11.1944 | 1-й Прибалтийский фронт | 61-я армия | 9-й гвардейский стрелковый корпус |
| 01.12.1944 | 1-й Прибалтийский фронт | 61-я армия | 9-й гвардейский стрелковый корпус |
| 01.01.1945 | 1-й Белорусский фронт   | 61-я армия | 9-й гвардейский стрелковый корпус |
| 01.02.1945 | 1-й Белорусский фронт   | 61-я армия | 9-й гвардейский стрелковый корпус |
| 01.03.1945 | 1-й Белорусский фронт   | 61-я армия | 80-й стрелковый корпус            |
| 01.04.1945 | 1-й Белорусский фронт   | 61-я армия | 9-й гвардейский стрелковый корпус |
| 01.05.1945 | 1-й Белорусский фронт   | 61-я армия | 9-й гвардейский стрелковый корпус |

## Награды и наименования
| Награда (наименование)             | Дата           | За что награждена |
| ---------------------------------- | -------------- | --- |
| Почётное наименование «Мозырьская» | 15 января 1944 | присвоено приказом Верховного Главнокомандующего № 07 от 15 января 1944 года за отличие в боях за освобождение города Мозырь. |
| Орден Красного Знамени             | 23 июля 1944   | награждена указом Президиума Верховного Совета СССР от 23 июля 1944 года за образцовое выполнение заданий командования в боях с немецкими захватчиками, за овладение городом Пинск и проявленные при этом доблесть и мужество.                         |
| Орден Суворова II степени          | 26 апреля 1945 | награждена указом Президиума Верховного Совета СССР от 26 апреля 1945 года за образцовое выполнение заданий командования в боях с немецкими захватчиками при овладении городами Штаргард, Наугард, Польцин и проявленные при этом доблесть и мужество. |

Награды частей дивизии:
- 1321-й стрелковый ордена Александра Невского[8] полк
- 1323-й стрелковый Пинский[9] Краснознаменный[10] полк
- 1326-й стрелковый ордена Александра Невского[8] полк
- 686 артиллерийский Брестский[11] ордена Кутузова[12] полк
- 687-й отдельный сапёрный ордена Красной Звезды[13] батальон

## Командиры дивизии
- Латышев, Георгий Александрович (16 сентября — 17 ноября 1941), полковник.
- Александров, Пётр Алексеевич (17 ноября 1941 — 27 февраля 1942), генерал-майор.
- Каначадзе, Григорий Иванович (27 февраля 1942 — апрель 1942), подполковник.
- Тузов, Николай Иванович (апрель — май 1942), полковник.
- Крымский, Николай Алексеевич (май — июнь 1942), подполковник.
- Затылкин, Василий Никитович (июнь — август 1942), полковник.
- Самойленко, Василий Филиппович (август — декабрь 1942), полковник
- Голованов, Александр Иванович (декабрь 1942 — январь 1943), полковник
- Цитайшвили, Геронтий Нестерович (январь — июнь 1943), подполковник
- Масленников, Николай Кузьмич (июнь — июль 1943), полковник
- Мощалков, Павел Иванович (август 1943—1945), полковник

## Командиры полков

### 1321 сп
- Дубовицкий Максим Иванович (сентябрь 1941 — 7 марта 1942), майор.
- Глушко, Александр Васильевич (8 марта 1942 — 23 марта 1942), майор.
- Косицын Сергей Николаевич (июнь 1943 — ?), подполковник.
- Пираторов Николай Павлович (20.04. — 10.06.1945) подполковник

### 1323 сп
- Сметанкин (сентябрь 1941 — ?), майор.
- Барминов Николай Андреевич (декабрь 1941 — 14 февраля 1942), капитан (врио, затем командир полка).
- Молчанов Георгий Андреевич (февраль 1944 — ?), майор (врио, затем командир полка).

### 1326 сп
- Данилов Георгий Михайлович (сентябрь — 14 ноября 1941), майор.
- Емельянов Иван Фёдорович (? — 6 марта 1942), капитан.
- Головачёв Александр Алексеевич (март — сентябрь 1942), майор.
- Черданцев Валентин Николаевич, капитан, начальник финансового отделения 415 дивизии, заместитель командира 1326 полка (? — ноябрь 1943)
- Лапшин Серафим Степанович (31.01.1945 — 17.11.1945), подполковник.
- Пираторов Николай Павлович (05.07.1944 — 12.01.1945), подполковник

### 686 ап
- Командрин Михаил Александрович (сентябрь — 18 ноября 1941), майор.
- Филимонов Пётр Андреевич (ноябрь 1941 — 9 января 1942), капитан.

## Отличившиеся воины
Герои Советского Союза:
- Болдун, Иван Корнеевич, старшина, командир разведывательного отделения 1323-го стрелкового полка.
- Зеленёв, Владимир Клавдиевич, старший лейтенант, командир взвода связи 1323-го стрелкового полка.
- Ивлев, Дмитрий Данилович, старшина, старшина роты 1323-го стрелкового полка.
- Камышев, Владимир Николаевич, красноармеец, стрелок 1323-го стрелкового полка.
- Киренков, Тимофей Петрович, старшина, командир отделения боепитания 1323-го стрелкового полка.
- Ковтун, Павел Максимович, красноармеец, командир взвода управления 7-й батареи 686-го артиллерийского полка.
- Лобанов, Виктор Иванович, красноармеец, разведчик 1323-го стрелкового полка.
- Махмудов, Равшан, красноармеец, стрелок 1323-го стрелкового полка.
- Москаленко, Яков Романович, красноармеец, стрелок 1323-го стрелкового полка.
- Томилин, Павел Николаевич, сержант, помощник командира взвода 1321-го стрелкового полка.
- Шамаев, Павел Иванович, красноармеец, стрелок 1-го стрелкового батальона 1323-го стрелкового полка.
- Шумов, Пётр Петрович, лейтенант, командир взвода 1323-го стрелкового полка.
- Якубов, Касым Бешимович, младший сержант, помощник командира взвода 1323-го стрелкового полка.

 Кавалеры ордена Славы трёх степеней.
- Калиниченко, Лаврентий Васильевич, старший сержант, командир стрелкового отделения 1323 стрелкового полка.
- Коскин, Алексей Васильевич, сержант, командир отделения 687 отдельного сапёрного батальона.
- Салтыков, Аркадий Алексеевич, старшина, помощник командира взвода пешей разведки 1326 стрелкового полка.
- Тухфетуллов, Бетертдин Садретдинович, сержант, командир отделения роты автоматчиков 1323 стрелкового полка.
- Чернов, Владимир Петрович, сержант, командир расчёта 82-мм миномёта 1323 стрелкового полка.